# إيرفينغ غوتسمان
إيرفينغ إيزادور غوتسمان (بالإنجليزية: Irving Gottesman) (29 ديسمبر 1930 - 29 يونيو 2016) كان أستاذاً جامعيًا أميركياً في علم النفس وكرّس معظم حياته المهنية في دراسة علم وراثة الفصام. كتب 17 كتابًا وأكثر من 290 مؤلّفًا آخر، معظمها يتعلق بمرض انفصام الشخصية وعلم الوراثة السلوكي، وأنشأ أول برنامج أكاديمي حول علم الوراثة السلوكي في الولايات المتحدة. فاز بعدة جوائز، ومنها: جائزة هوفهايمر للأبحاث، وهي أهم جائزة تمنحها الجمعية الأمريكية للطب النفسي للأبحاث النفسية. أخيرًا، كان غوتسمان أستاذًا جامعيًا في قسم علم النفس بجامعة مينيسوتا، وحصل على درجة الدكتوراه فيها.
غوتسمان، الذي ينحدر من أوهايو، درس علم النفس في مرحلتي البكالوريوس والدراسات العليا، وعمل كعضو هيئة تدريس في عدة جامعات، وقضى معظم مسيرته المهنية في جامعتي فرجينيا ومينيسوتا.ويُعرف عنه إجراؤه للأبحاث في مرض انفصام الشخصية في التوائم المتطابقة لتوثيق إسهامات علم الوراثة والبيئة الاجتماعية والثقافية والاقتصادية في بداية هذا الاضطراب وتقدمه وتوارث الأجيال له. عمل غوتسمان مع الباحثين على تحليل سجلات المستشفى وإجراء مقابلات المتابعة للتوائم التي كان أحدهما أو كلاهما مصابًا بمرض انفصام الشخصية. وقد بحث أيضًا في تأثيرات علم الوراثة والبيئة على العنف البشري والتباينات في الذكاء البشري. قدّم غوتسمان والباحث المشارك جيمس شيلدز مصطلح علم التخلّق -التحكم في الجينات بواسطة إشارات كيميائية حيوية معدلة بواسطة البيئة من أجزاء أخرى من الجينوم- إلى مجال علم الوراثة النفسية.
كتب غوتسمان وشارك في كتابة سلسلة من الكتب التي تلّخص عمله. تتضمن هذه المؤلّفات بيانات أولية من دراسات متنوّعة، وتفسيرها الإحصائي، واستنتاجات محتملة تدعمها المواد الأساسية اللازمة. تتضمن الكتب أيضًا إفادات مباشرة لمرضى الفصام وللأقارب الذين يعتنون بهم، وتُتيح دراساته الحصول على نظرةً ثاقبة للأفكار المشوّشة، وهو العرَض الأساسي للاضطراب. صمّم غوتسمان وشيلدز نماذج لشرح سبب الاضطراب وانتقاله وتطوّره، والذي يمكن التحكم فيه بواسطة العديد من الجينات التي تعمل بالتنسيق مع البيئة، دون أن يكون هنالك سبب كافٍ بحد ذاته.

## خلفيته
وُلِد غوتسمان في مدينة كليفلاند التابعة لولاية أوهايو في عام 1930.كان والده برنارد ووالدته فيرجينيا غوتسمان (التي تنتمي لعائلة فيتزنر) من المهاجرين اليهود الرومانيين الهنغاريين. تلقّى تعليمه في مدرسة مايلز ستانديش الابتدائية ومدرسة عامة في مدينة شاكر هايتس في كليفلاند. بعد تركه للمدرسة، التحق غوتسمان بالبحرية الأمريكية، حيث حصل على منحة دراسية ورتبة ضابط بحرية، وعُيّن في فيلق تدريب ضباط احتياط البحرية في معهد إلينوي للتكنولوجيا في شيكاغو. تخصّص لأول مرة في الفيزياء ولكنه تحوّل إلى علم النفس، وحصل على الإجازة الجامعية في عام 1953.
أجرى غوتسمان مشروع دراسته العليا في جامعة مينيسوتا، إذ وضع برنامج علم النفس السريري الخاص بمشروعه على نموذج بولدر، والذي أكدّ على نظرية البحث والممارسة السريرية. التحق ببرنامج الدراسات العليا في عام 1956 بعد ثلاث سنوات مع القوات البحرية، بدعم من مشروع قانون إعادة تكييف جنود الحرب الكورية. بدأ البحث في سِمات الشخصية للتوائم المتطابقة والأخوية الذين ملأوا قائمة مينيسوتا الشخصية متعددة الأطوار (MMPI). قُوبِلت أطروحة الدكتوراه الخاصة به، المُقدمة إلى الدراسات النفسية المتخصصة، قبل المراجعة على أساس أن مسألة الطبيعة ضد التنشئة التي عالجتها قد سُوّيت بالفعل لصالح التنشئة، بالرفض. عند الاستئناف، رُوجِعت الأطروحة وحصل على موافقة نشرها.
بدأ غوتسمان حياته المهنية في جامعة هارفارد كمحاضر في العلاقات الاجتماعية وعلم النفس. انتهى هذا المنصب غير المُثبّت وظيفيًا بعد ثلاث سنوات. ثم عمِلَ مع الباحث جيمس شيلدز في مجمّع مستشفى مودلي-بيتليم في لندن، باستخدام سجل التوائم لتحليل سِمات التوائم المتطابقة والأخوية في مختبر إليوت سلاتر، الذي قابله غوتسمان في روما في المؤتمر الدولي الثاني في علم الوراثة البشرية في عام 1961. بعد عودته إلى جامعة مينيسوتا في عام 1966، ابتكر غوتسمان برنامجًا في علم الوراثة السلوكي، وهو الأول في الولايات المتحدة. من 1972 إلى 1973 حصل على منحة غوغنهايم للعمل مع ك. أو. كريستيانسن في الدنمارك. في عام 1980 غادر للالتحاق بكلية الطب بجامعة واشنطن، ثم انتقل إلى جامعة فرجينيا في عام 1985، حيث بدأ برنامج تدريب علم النفس السريري. واصل غوتسمان زيارة لندن والتعاون مع شيلدز، الذي تشارك معه في كتابته سلسلة من الكتب. بعد قضاء 16 عامًا في جامعة فرجينيا، تقاعد غوتسمان بعد أن لعب دورًا نشطًا في البحث استمر 41 عامًا، لكنه واصل البحث بدوام جزئي في علم النفس والطب النفسي.
بدءًا من عام 2011 إلى حين وفاته، كان غوتسمان أستاذًا يتمتع بهبة كرسي في الطب النفسي للبالغين وبصفته الزميل الأقدم في علم النفس بجامعة مينيسوتا؛ وزميلًا للجمعية الأمريكية لتقدم العلوم، أكاديمية علم النفس السريري، وفي مركز الدراسات المتقدمة في العلوم السلوكية بجامعة ستانفورد؛ وزميلًا في غوغنهايم في الفترة التي امتدت من 1972 إلى 1973 في جامعة كوبنهاغن؛ وأستاذًا فخريًا في علم النفس مع هبة كرسي في جامعة فرجينيا؛ وزميلًا فخريًا في كلية لندن الملكية للأطباء النفسيين. وقد أشرف على 35 من طلاب الدراسات العليا، وأحدثت جامعة فرجينيا إقامة محاضرة سنوية حول السلوك وعلم الوراثة العصبية باسمه. كان غوتسمان متزوجًا من كارول أبلين، التي تزوجها في 23 ديسمبر 1970؛ وكان لهما ولدان. توفي غوتسمان في 29 يونيو 2016.
قائمة المناصب التي تقلّدها غوتسمان: أستاذًا فخريًا في علم النفس في شيريل جي. أستون، جامعة فرجينيا؛ وأستاذًا في الطب النفسي للبالغين وزميلًا أقدم في قسم علم النفس في كلية الطب في جامعة مينيسوت في بيرنشتاين؛ مُشارورًا في الأمراض العقلية وعلم الوراثة في مكتب التكنولوجيا من 1993 إلى 1994؛ مستشارًا في الخطة الوطنية لمرض انفصام الشخصية من 1988 إلى 1989؛ ومُشاورًا في معهد ميد كومت خلال دراسة تجربة حرب فيتنام من1987 إلى 1988؛ وزميلًا في مركز الدراسات المتقدمة في العلوم السلوكية في ستانفورد في ولاية كاليفورنيا من 1987 إلى 1988؛ وأستاذ الكومنولث في جامعة فرجينيا منذ 1985–؛ عميدًا في قسم الطب النفسي في جامعة واشنطن في سانت لويس من 1980 إلى 1985؛ مشاورًا في المعهد الوطني للصحة العقلية في واشنطن من 1975 إلى عام 1979 ومن 1992–؛ وزميلًا في غوغنهايم في جامعة كوبنهاغن في 1972؛ مشاورًا في تدريب إدارة المحاربين القدامى في واشنطن من 1968 إلى 1985؛ أستاذًا في قسم علم النفس في جامعة مينيسوتا من 1966 إلى 1980؛ وأستاذًا مشاركًا في علم الوراثة النفسية في قسم الطب النفسي في جامعة نورث كارولينا من 1964 إلى 1966؛ وزميلًا في علم الوراثة النفسية في معهد الطب النفسي في لندن من 1963 إلى 1964؛ ومحاضرًا في  قسم العلاقات الاجتماعية في جامعة هارفارد من 1960 إلى 1963؛ طبيبًا مقيمًا في علم النفس السريري في مستشفى إدارة المحاربين القدامى في مينيابوليس من 1959 إلى 1960.

## الإسهامات العلمية

### دراسات على مرض انفصام الشخصية وعلم نفس الأمراض
درس غوتسمان في البداية علم الوراثة لمرض انفصام الشخصية على نطاق واسع باستخدام سجل مودسلي-بيتلم لحالات التوائم لمدة 16 عامًا. في وقت لاحق كان يعمل في علم الوراثة النفسي وعلم الجينوم. في دراسته لقائمة مينيسوتا الشخصية متعددة الأطوار (إم إم بي آي) لتوين سيتيز، التي كانت جزءًا من أطروحته الدكتوراه، وجد غوتسمان مستويات مرتفعة من الوراثة في المستويات المتعلقة بالفصام والاكتئاب واضطراب الشخصية المعادية للمجتمع، والانطواء الاجتماعي. أثّرت الجينات تأثيرًا كبيرًا على الانطواء الاجتماعي والميل العدواني. دفع ذلك إلى مزيد من الدراسات حول السِمات الشخصية للتوائم المتطابقة مثل دراسة مينيسوتا للتوائم المتطابق التي نشأت منفصلة.
عند تحليل نتائج دراسة مودسلي-بيتلم، ابتكر غوتسمان وشيلدز نموذج السببية متعدّد العناصر لمرض انفصام الشخصية عن طريق نمذجة تشخيص مرض انفصام الشخصية باستخدام نموذج الحد الأدنى للمسؤولية الذي أُدخِل حديثًا. جادل كتاب «الفصام وعلم الوراثة: وجهة نظر دراسة التوائم»، الذي يتوسّع في الدراسة ويلخّصها، أن الفصام هو نتاج عدة جينات تعمل معًا، وأدخل تقنيات التحليل الدقيق في مجال الوراثة السلوكية. أدخل غوتسمان وشيلدز مصطلحات مثل «نطاقات/سطح التفاعل»، و«الإندوفينوتايب» و«لغز عدم التخلّق» في العلوم السلوكية. افترض نموذج العتبة أن كلا المخاطر الجينية والبيئية تجتمع لتسبب مرض انفصام الشخصية، وتؤدي إلى حالة قابلة للتشخيص عندما يصبح تأثيرهما قويًا بدرجة كافية. مفهوم نطاق التفاعل يتلخّص بفكرة أن الجينات والبيئة يتحكمان بالسلوك، ولكن مع وجود حدود منفصلة علوية وسفلية على قوّة هذا التحكم في كل حالة، ويعد هذا المفهوم الآن جزءًا من علم النفس الأساسي. قبل نشر الدراسة، كان الرأي السائد هو أن مرض انفصام الشخصية نشأ من العلاقات الوالدية السيئة. أظهر الباحثون أن التوائم المتطابقة كانت أكثر عرضة للإصابة بالفصام معًا أو عدم الإصابة به معًا، وخلُص الباحثون إلى أن هذا الاضطراب كان «نتيجة الاستعداد النمائي الوراثي المحدد».